# Abris Awshalem
Abris Awshalem (ur. 1978 w Irbilu) – duchowny Asyryjskiego Kościoła Wschodu, od 2017 biskup Irbilu.

## Życiorys
Święcenia kapłańskie przyjął 14 stycznia 2007. 12 listopada 2016 został wybrany na biskupa Irbilu. Sakrę biskupią otrzymał 7 maja 2017.